# Royal Marines
Les Royal Marines (les « Marines royaux » en traduction littérale française ou le « Régiment royal des Fusiliers marins » en français du Canada) est un service constituant de la Royal Navy. Il est considéré comme l'infanterie de marine du Royaume-Uni et spécialisé dans les opérations militaires amphibies.
Le corps des Royal Marines britanniques, fort de plus de 7 800 hommes, est l'une des composantes de la Royal Navy.
Les officiers des Marines ne sont pas formés à l’École navale de Dartmouth. Ils sont recrutés par la voie directe et suivent une formation spécifique. Les officiers, sous-officiers et hommes du rang portent un uniforme différent des marins et ils arborent les grades de l’Armée de terre britannique (la British Army).
Le Royaume-Uni n'aligne plus au début du XXIe siècle qu'une force d'infanterie de marine relativement réduite, constituée d'une unique brigade, connue sous le nom de « 3 Commando Brigade », et d'unités de forces spéciales, l'ensemble représentant environ 7 800 hommes en tout. Les Royal Marines sont (avec la 6e brigade légère blindée française et la 9e BIMa des Troupes de Marine françaises) la seule force navale européenne capable de conduire des opérations amphibies.

## Historique

### DuXVIIeauXIXesiècle
L'origine de ce type d’unité remonte à 1664 avec la création du « Duke of York an Albany's Maritime Regiment of Foot », rebaptisé ensuite plus simplement « Admiral’s Regiment » pour « régiment du Lord grand amiral », et enfin corps des Royal Marines (RM). L’appellation actuelle date ainsi de 1802.
La devise du corps « Per Mare Per Terram » (« Par la Mer Par la Terre ») date de 1785.
Embarqués sur les navires de « Sa Gracieuse Majesté » et chargés au quotidien de la police et de la sécurité à bord (garde à la porte des quartiers du commandant, à la soute aux poudres, à la coupée lors des escales), les Royal Marines ont participé aux plus importantes batailles et campagnes de la Grande-Bretagne puis du Royaume-Uni : Gibraltar (1704), Belle-Isle (1761), bataille de Trafalgar (1805), Soudan (1898), seconde guerre des Boers (1899-1902), la révolte des Boxers (1900), etc.
Jusqu'au milieu du XIXe siècle les Royal Marines embarqués sur les unités de la Royal Navy étaient en relativement petit nombre et étaient donc commandés (suivant leur nombre) par un sergent, un lieutenant ou, au mieux, un capitaine. Le grade de 'colonel des Royal Marines' (purement honorifique mais assorti de sa solde) était attribué, à titre de récompense, aux officiers méritants du grade de 'capitaine de vaisseau' pour leur offrir une plus grande aisance financière en attendant leur éventuelle nomination au grade d'Amiral (qui n'avait lieu que par libération d'un poste).

### XXesiècle

#### 1914 à 1918
Durant la Première Guerre mondiale, le corps des RM, fort de 55 000 hommes en 1918, est engagé tant sur terre que sur mer, à Ostende, Gallipoli et Zeebruges. Un contingent participa à la guerre civile russe dans le cadre de l’intervention en Russie septentrionale.

#### 1939 à 1945
Regroupant 12 000 hommes au début de la Seconde Guerre mondiale, les Royal Marines livrent leur premier combat durant la campagne de Norvège. Ils participent également à l'invasion de l'Islande en 1940.
Ensuite, ils font partie des troupes qui débarquent à Dieppe en 1942, ainsi que de celles qui débarquent en Normandie sur la zone de Sword le 6 juin 1944. Ils sont engagés dans bien d'autres opérations, en Europe et en Extrême-Orient, notamment en Italie : à Salerne en septembre 1943, Anzio en janvier 1944 et Comacchio en avril 1945 ; ils sont aussi présents à Walcheren aux Pays-Bas en septembre 1944 et en Birmanie en janvier 1945.

#### Après 1945
Dès 1945, le corps des Royal Marines est engagé de nouveau dans toutes les grandes opérations et interventions extérieures britanniques de l'après-guerre, de la Palestine à la guerre d'Irak de 2003, en passant par la Corée, Chypre, Oman, Koweït, Belize, Bornéo, la Tanzanie, les Malouines et l'ex-Yougoslavie.

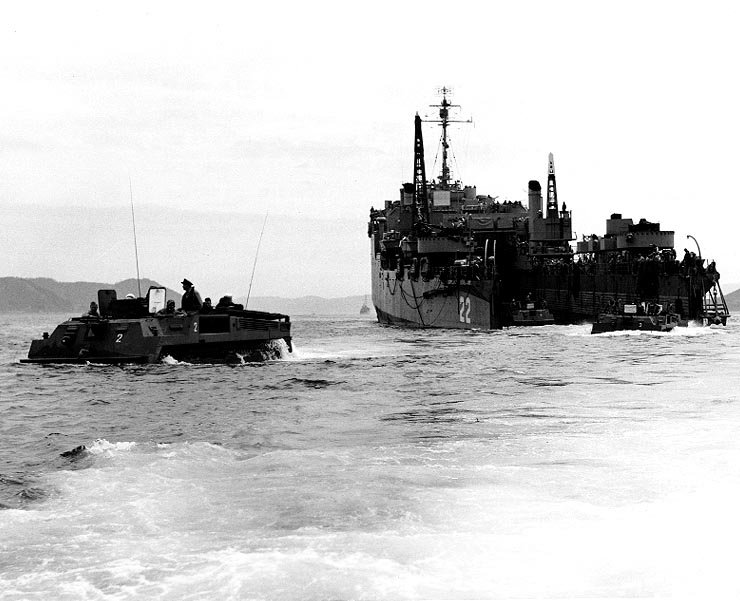
Débarquement des Royal Marines en Corée en 1951.

Ainsi, durant la guerre de Corée, les bérets verts du Commando 41, rattachés à la 1re division des Marines américaine, s'illustrent à Chosin en rompant l'encerclement des « volontaires » chinois de l'Armée populaire de libération ; en juin 1956, ceux des Commandos 40, 42 et 45 constituent le fer de lance du débarquement franco-britannique à Port-Saïd durant la crise de Suez. Au cours des années 1960, ils apportent leur aide aux forces du sultanat de Brunei contre la pression indonésienne ; à partir de 1964, ils sont déployés à Oman pour combattre la rébellion des montagnes du Rafdan.
Après le retrait britannique à l'ouest de Suez, les Royal Marines sont redéployés en tant que force d'intervention rapide pour la défense du flanc nord de l'Otan (Danemark, Norvège, Islande).
Leurs capacités amphibies sont à nouveau mises à l'épreuve en 1982, lors de la guerre des Malouines (opération « Corporate ») durant laquelle sont engagés les « Commandos 40 », 42 et 45 qui, après avoir débarqué en Géorgie du Sud et à San Carlos, prennent d'assaut les positions argentines autour de Port Stanley.
En mai-juin 1999, les Royal Marines, notamment ceux de l’Amphibious Ready Group alors constitué du « Commando 40 », participent à la guerre du Kosovo.

### XXIesiècle
À la mi-juin 2000, le Commando 42 débarque au Sierra Leone pour remplacer les parachutistes qui tiennent « à bout de bras » les zones gouvernementales face aux attaques des rebelles du « RVE ». En 2003, ils font partie de la première vague d'assaut au cours de l'opération Liberté irakienne. De 2002 jusqu'en 2014, ils participent aux opérations britanniques dans le Sud de l’Afghanistan (opération « Herrick »).

## Galerie

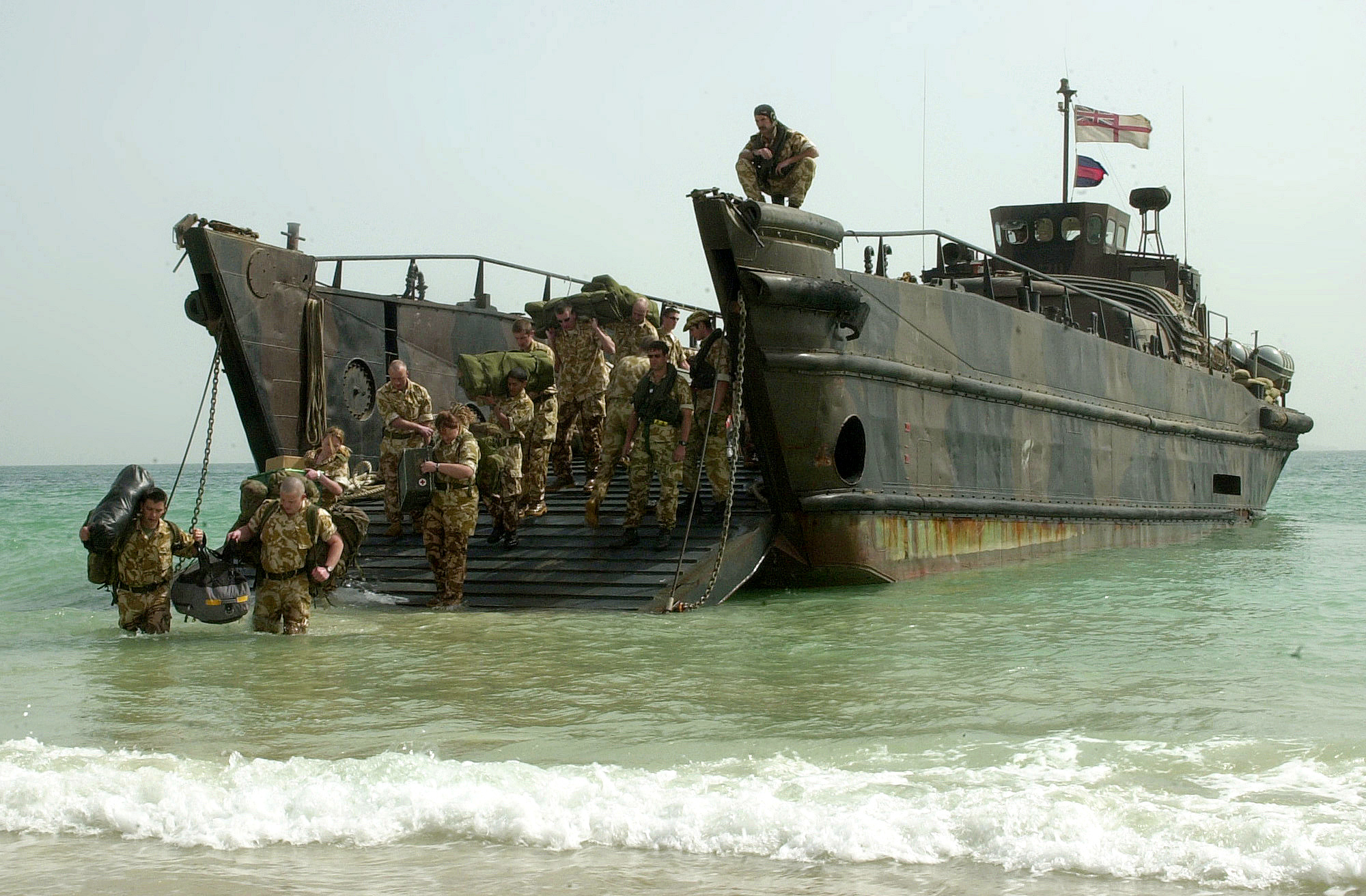
Royal Marines au Koweït, 2003.
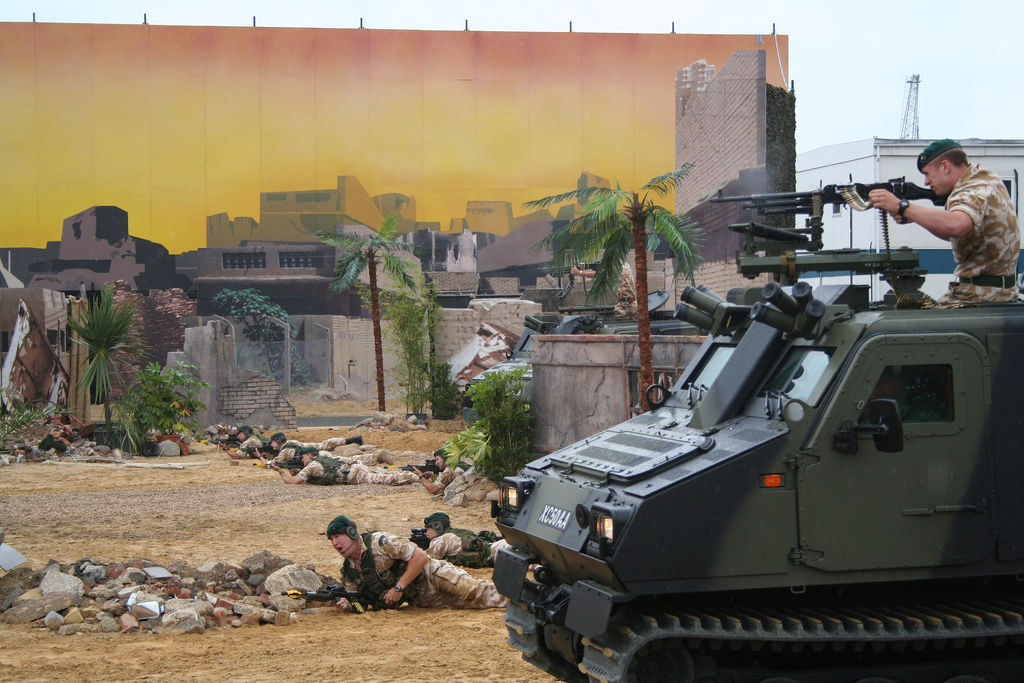
Démonstration publique en 2005.
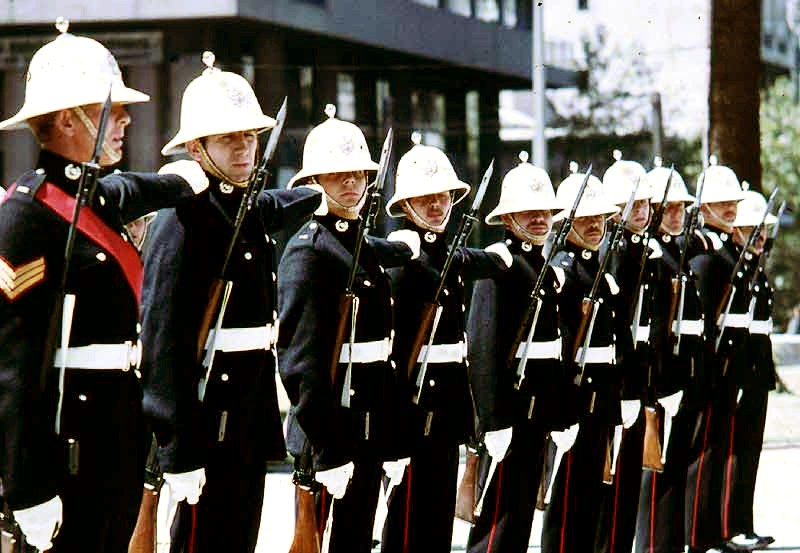
Uniformes de parade, Montevideo, 1972.
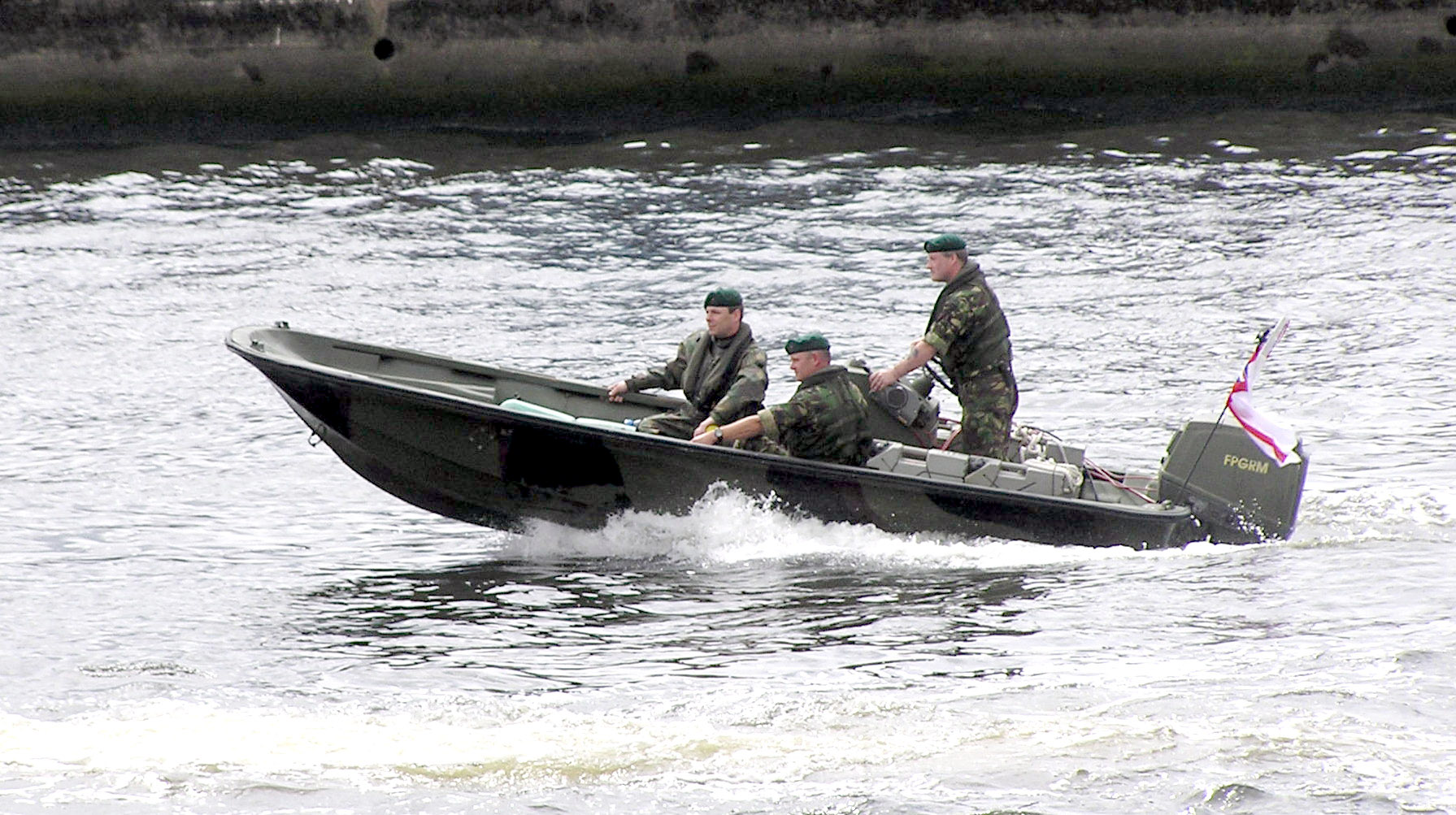
Royal Marine en 2004.

## Organisation

Insigne du « Royal Marines Commando ».

Le corps des Royal Marines fait partie intégrante de la Royal Navy sous le commandement du Navy Command.
Le chef d’état-major des Royal Marines a le grade de Major General et porte le titre de « Commandant General Royal Marines », ou CGRM. 
Le capitaine général Royal Marines (Captain General Royal Marines) est le chef honorifique des Royal Marines. Le prince Harry, duc de Sussex, a assuré de 2017 à 2021 cette fonction , reprise en 2022 par le roi Charles III .  
Les unités principales des Royal Marines sont les suivantes :
- le Commando Training Centre Royal Marines qui est chargé de la formation initiale des Royal Marines ainsi que de la formation commando pour ceux qui seront affectés à la 3e Brigade de commandos (l'AACC)
- la 3e brigade de commandos (« 3 Commando Brigade ») ;
- le groupe de protection de la Flotte (« Fleet Protection Group, Royal Marines » ou FPG RM), dont fait notamment partie :
  - la Fleet Standby Rifle Troop, une unité légère à déploiement rapide ;
- des forces spéciales, le Special Boat Service ainsi qu'une compagnie affecté au Special Forces Support Group ;
- la force amphibie britannico-néerlandaise.
- La Royal Marines Reserve.

### La3ebrigadede commandos («3 Commando Brigade»)
La brigade est la seule grande unité des Royal Marines : elle est placée sous le commandement d’un officier du rang de « Brigadier ». Tous ses membres, y compris ceux qui ne viennent pas des Royal Marines, passent le All Arms Commando Course avant d'être affecté à la brigade. La brigade est composée des unités suivantes :
- un bataillon de commandement et de renseignement (« 30 Commando Information Exploitation Group », ou IX Gp)[6] qui a pour rôle de soutenir le fonctionnement de l'état-major de la brigade ; il regroupe :
  - un escadron de transmission,
  - un escadron de soutien,
    - un peloton spécialisé dans la reconnaissance en profondeur (« Brigade Patrol Troop » ou BTP),

  - un escadron spécialisé dans le renseignement électromagnétique (« Y Squadron »),
    - un peloton de défense anti-aérienne,

  - un escadron logistique,
  - un peloton de police militaire (Royal Marines Police Troop) ;
- trois bataillons de commandos marines, alignant chacun 798 hommes :
  - le 40 Commando Royal Marines, basé à Taunton,
  - le 42 Commando Royal Marines, basé à Plymouth,
  - le 45 Commando Royal Marines, basé au RM Condor près d'Arbroath, en Écosse.
- un régiment d'artillerie (« 29 Commando Régiment, Royal Artillery »), équipé de 18 pièces de 105 mm L118 light gun, dépendant de la British Army ;
- un régiment commando logistique (« Commando Logistic Regiment, Royal Marines », unité mixte British Army / Royal Marines / Royal Navy) ;
- un régiment commando du génie militaire (« 24 Commando Engineer Regiment, Royal Engineers »), dépendant de la British Army[7] ;
- un escadron d’engins d’assaut amphibies (« 539 Assault Squadron, Royal Marines ») ;
- un escadron de transport blindé (« Royal Marines Armoured Support Group »).

La puissance de feu d'un Commando en 2001 est la suivante :
- des fusils d'assaut L85 équipant chaque militaire, sauf exception ;
- vingt-quatre missiles antichars « Milan » (portée : 1,9 km) ;
- neuf mortiers de 81 mm (portée : 5,6 km) ;
- neuf mortiers de 51 mm (portée : 1 km) ;
- cent roquettes LAW 80 de 94 mm ;
- treize mitrailleuses L7 sur trépied de 7,62 × 51 mm Otan ;
- quatorze mitrailleuses Browning M2 de 12,7 × 99 mm OTAN ;
- seize fusils de précision L96 en 7,62 × 51 mm Otan ;
- douze fusils de précision Accuracy International AWM en .338 Lapua Magnum.

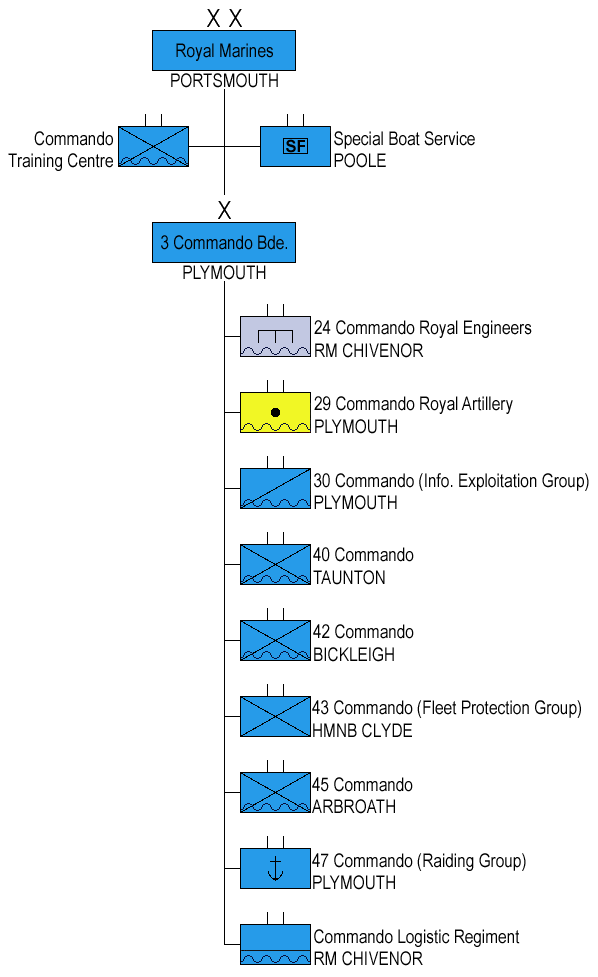
Organigramme des Royal Marines.

### Le groupe de protection de la Flotte («Fleet Protection Group, Royal Marines» ou FPG RM)
Ce groupe est un régiment de sécurité spécialisé dont les deux rôles principaux sont :
- assurer la sécurité des armes nucléaires de la Royal Navy ;
- fournir des équipes spécialisées sur les bâtiments de la Royal Navy ; ces équipes incluent la « Fleet Standby Rifle Troop », qui permet à la Royal Navy de disposer d'une force en mesure d'intervenir à travers le monde dans un délai très bref.

Le groupe est organisé en trois escadrons de combat des Royal Marines (« O », « R », et « S Squadrons ») et un escadron de protection de la Royal Navy (« P Squadron »), sous le commandement d'un colonel, dont l'effectif est supérieur à 500 hommes.

#### La «Fleet Standby Rifle Troop»
La Fleet Standby Rifle Troop (FSRT) créée en 1996 permet de disposer d'une force en mesure d'intervenir à travers le monde avec un préavis très court. Celle-ci est constituée d'équipes d'une douzaine d'hommes, dont l'effectif est assuré par rotation des différentes unités du corps.
En alerte permanente, ces équipes peuvent intervenir dans un délai de huit heures. Bien que ne faisant pas partie des forces spéciales britanniques, elles sont toutefois capables d'effectuer des missions spéciales comme l'évacuation de ressortissants dans des pays en crise, la libération d'otages et les opérations anti-drogues. Peu médiatisée, la FSRT est pourtant intervenue au moins cinq fois au cours de ses deux premières années d'existence : en Albanie, en république du Congo, en Sierra Leone, aux îles Vierges et en Indonésie.

## Insignes de grade
| Code OTAN  | OF-9               | OF-8                     | OF-7                                     | OF-6                            | OF-5                                     | OF-4                                 | OF-3                    | OF-2                    | OF-1                       | OF-1                             |  |
| ---------- | ------------------ | ------------------------ | ---------------------------------------- | ------------------------------- | ---------------------------------------- | ------------------------------------ | ----------------------- | ----------------------- | -------------------------- | -------------------------------- |  |
| Royal Navy |                    |                          |                                          |                                 |                                          |                                      |                         |                         |                            |                                  |  |
| General    | Lieutenant General | Major General            | Brigadier                                | Colonel                         | Lieutenant Colonel                       | Major                                | Captain                 | Lieutenant              | Second Lieutenant          |                                  |  |
|            | Général d'Armée    | Général de corps d'armée | Général de division                      | Général de brigade              | Colonel                                  | Lieutenant-colonel                   | Commandant              | Capitaine               | Lieutenant                 | Sous-lieutenant                  |  |
|            | General            | Lieutenant General       | Major General Commandant générale des RM | Brigadier Commandant de brigade | Colonel Adjoint au commandant de brigade | Lieutenant Colonel Chef de bataillon | Major Chef de compagnie | Captain Chef de peloton | Lieutenant Chef de peloton | Second Lieutenant Officier-élève |  |
|            |                    |                          |                                          |                                 |                                          |                                      |                         |                         |                            |                                  |  |

| Code-OTAN  | OR-9                                         | OR-9                                         | OR-9                                         | OR-8                                    | OR-8                                    | OR-8                                    | OR-7                                                         | OR-7                                                         | OR-7                                                         | OR-6                                | OR-6                                | OR-6                                | OR-4                    | OR-4                    | OR-4                    | OR-3                                     | OR-3                                     | OR-3                                     | OR-2     | OR-2     | OR-2     |
| ---------- | -------------------------------------------- | -------------------------------------------- | -------------------------------------------- | --------------------------------------- | --------------------------------------- | --------------------------------------- | ------------------------------------------------------------ | ------------------------------------------------------------ | ------------------------------------------------------------ | ----------------------------------- | ----------------------------------- | ----------------------------------- | ----------------------- | ----------------------- | ----------------------- | ---------------------------------------- | ---------------------------------------- | ---------------------------------------- | -------- | -------- | -------- |
| Regne Unit | Conductor                                    | Conductor                                    | Conductor                                    | Quartermaster Sergeant                  | Quartermaster Sergeant                  | Quartermaster Sergeant                  | Oficial Tècnic de Segona Classe                              | Oficial Tècnic de Segona Classe                              | Oficial Tècnic de Segona Classe                              | Sergent de Personal                 | Sergent de Personal                 | Sergent de Personal                 | Caporal                 | Caporal                 | Caporal                 | Soldat de Primera                        | Soldat de Primera                        | Soldat de Primera                        | Marine   | Marine   | Marine   |
| Regne Unit | Major                                        | Major                                        | Major                                        | Adjudant                                | Adjudant                                | Adjudant                                | Sergent-major                                                | Sergent-major                                                | Sergent-major                                                | Sergent-chef                        | Sergent-chef                        | Sergent-chef                        | Caporal-chef            | Caporal-chef            | Caporal-chef            | Caporal                                  | Caporal                                  | Caporal                                  | Marsouin | Marsouin | Marsouin |
|            | Warrant Officer 1 Sergent-major régimentaire | Warrant Officer 1 Sergent-major régimentaire | Warrant Officer 1 Sergent-major régimentaire | Warrant Officer 2 Adjudant de compagnie | Warrant Officer 2 Adjudant de compagnie | Warrant Officer 2 Adjudant de compagnie | Colour Sergeant Responsable de la logistique de la compagnie | Colour Sergeant Responsable de la logistique de la compagnie | Colour Sergeant Responsable de la logistique de la compagnie | Sergeant Adjoint au chef de peloton | Sergeant Adjoint au chef de peloton | Sergeant Adjoint au chef de peloton | Corporal Chef de groupe | Corporal Chef de groupe | Corporal Chef de groupe | Lance Corporal Adjoint au chef de groupe | Lance Corporal Adjoint au chef de groupe | Lance Corporal Adjoint au chef de groupe | Marine   | Marine   | Marine   |

Source.

### La force amphibie britannico-néerlandaise
La plus ancienne force conjointe européenne, créée le 9 mai 1973, la force amphibie britannico-néerlandaise (« United Kingdom Netherlands Amphibious Force » ou UK/NL AF) est unique dans l’OTAN et en Europe. Elle est composée de deux éléments de base :
- le groupe amphibie (« United Kingdom Netherlands Amphibious Group ») qui regroupe l’état-major de force et l’ensemble des bâtiments et chalands de débarquement de la Royal Navy et de la Marine royale néerlandaise ;
- la force de débarquement (« United Kingdom Netherlands Landing Force » ou UK/NL LF) qui comprend la « 3 Commando Brigade » et un groupement tactique interarmées des Korps Mariniers néerlandais.

## Troupes de marine équivalentes
Les Marines américains de l’United States Marine Corps (troupes de marine également, créées en 1775) constituent à présent une armée à part entière de 180 000 hommes, indépendante de l’Armée de terre classique (l’US Army), disposant même de ses propres moyens maritimes, terrestres et aériens. Toutefois, comme les Royal Marines, ce corps dépend pour emploi du ministère de la Marine (Department of the Navy).
En France, la Marine nationale dispose des fusiliers marins pour protéger ses bases et ses navires, mais aussi des commandos marine, qui sont des unités des forces spéciales chargées de mener des actions commandos. Le combat amphibie est dévolu à la 9e brigade d'infanterie de marine des Troupes de Marine, ainsi qu'à la 6e brigade légère blindée (6e BLB) de l’Armée de terre française. La 4e brigade d'aérocombat fournit pour sa part la composante d'aérocombat (hélicoptères d'attaque et de manœuvre) des déploiements amphibies.